# سرانجام کیهان
بیشتر ستاره‌شناسان امروزه برآنند که کیهان حدود ۱۴ میلیارد سال پیش در فرایند مه‌بانگ (انفجار بزرگ) زاده شده‌است. از آن زمان کیهان بسط یافته و فضا و زمان را نیز با خود گسترش داده‌است؛ و زمین هم بر اثر سرد شدن موادی که بر اثر انفجار جدا شدند به وجود آمده‌است.

## نمایشنامه‌های متفاوت
نمایشنامه‌های گوناگونی برای سرانجام کیهان متصور شده‌اند که سه صورت اصلی آن، گسترش دائمی، انقباض مجدد و تعادل نسبی است.
اگر انبساط به همین روند ادامه یابد سرانجام کیهان چیزی جز مه‌گسست و سرمای بزرگ نخواهد بود. در این حالت، کیهانی گسترده پر از سیاهچاله‌ها و ستارگان خاموش بر جای می‌ماند.
اگر روند انبساط عالم بازایستاده و حرکت آن معکوس شود، کیهان با تمام کهکشان‌ها و ستارگانش بر خود فرو ریخته و مچاله می‌شود. در فرایند مه‌رمب، پایان عالم اَبَر سیاهچاله‌ای عظیم خواهد بود.
نمایشنامه آخری به توقف انبساط کیهان و بازایستادن آن منتهی می‌شود. اگر متغیرهای کیهانی دقیقاً متوازن باشند می‌توان از طرح فاجعهٔ کیهانی حذر کرد و اظهار داشت که کیهان برای مدت‌های مدیدی پابرجا می‌ماند و البته در پایان، هر چند در زمانی طولانی‌تر از سناریوی اول، تسلیم مه‌گسست خواهد شد.
سرانجام کیهان بسته به نتیجه کشمکش دو نیرو است: نیروی کششی رو به درون گرانشی و نیروی گسلی ناشی از انبساط جهان. به همین علت تلاش کیهان‌شناسان بر محاسبه بزرگی این دو نیرو متمرکز است. بزرگی نیروی گرانشی که باید با اثر انبساطی کیهان مقابله کند بسته به فراوانی اجرام درون کیهان دارد. هر جرمی دارای گرانش است و بر اجرام پیرامون خود نیروی گرانشی وارد می‌کند. هر چیزی که جرم بیشتری داشته باشد گرانش قوی‌تری نیز دارد. برای نمونه، گرانش زمین بر تمام نیروهای گرانشی اجرام خرد پیرامونی‌اش، برتری دارد. برای تعیین سرانجام کیهان لازم است که چگالی آن مورد محاسبه قرار گیرد.
در کیهانشناسی از نماد Ω (اومگا، آخرین حرف الفبای یونانی، استعاره‌ای از انتها) برای نمایش چگالی نسبی استفاده می‌کنند. مقدار ماده‌ای که برای کند کردن و توقف نهایی انبساط کیهان لازم است (دارای چگالیِ نسبیِ بحرانی) Ω=۱ دارد. اگر چگالی نسبی عالم دقیقاً این مقدار باشد در پایان کیهان به تدریج و آرام آرام متوقف می‌شود. با Ωای کوچک‌تر از یک، نهایت کیهان به مه‌گسست می‌انجامد و کیهان با Ωیِ بزرگ‌تر از یک نیز به مه‌رمب ختم می‌شود. بر این اساس، سرانجام عالم به مقدار چگالی آن بستگی دارد. شواهد موجود نشان می‌دهد که Ω از ۰/۳ کمتر نیست. اما باید آثار گرانشی ماده تاریک را نیز در نظر گرفت. مادهٔ تاریک به مقدار زیادی در کیهان وجود دارد و آثار گرانشی آن قابل بررسی است. میزان انبساط جهان همچنین تحت تأثیر نیروی انرژی تاریک قرار دارد و بدون شناخت آن، سرانجام قطعی کیهان نامعلوم خواهد بود.

## سرانجام زمین
میلیاردها سال پس از این، خورشید به غول سرخی بدل می‌شود. در آن هنگام، در این مورد که آیا زمین توسط خورشیده بلعیده می‌شود یا نه، میان ستاره‌شناسان اختلاف نظر وجود دارد. قدر مسلم این است که مدت درازی پیش از این اتفاق به خاطر تورم و افزایش درخشندگی و حرارت خورشید، بخش عمده‌ای از جو زمین پراکنده شده و اقیانوس‌های آن جوشیده و خشک شده‌اند. بر اساس یکی از آخرین تحقیقات، زمین بخت چندانی برای بقا ندارد.
با اینکه انبساط خورشید سبب کاهش جرم و نیروی گرانشی آن می‌شود و این خود سیاره‌ها را آزاد می‌کند تا در مدارهای بیرونی‌تر به گردش درآیند، سرانجام، سیاره زمین در جاذبه مارپیچی خورشید گرفتار آمده و به کام آن فرومی‌رود. از سوی دیگر، کهکشان آندرومدا، نزدیک‌ترین کهکشان به کهکشان راه شیری، در مسیر برخورد با آن قرار دارد. این احتمال قوی وجود دارد که بین سه تا چهار میلیارد سال آینده، این دو کهکشان با هم برخورد کنند و در هم فرو روند. در این صورت، برخورد آن‌ها همچون عبور اشباحی از میان یکدیگر خواهند بود زیرا بیش از ۹۰٪ فضای کهکشان‌ها خالی است و این برخورد بیش از آنکه برخوردی بین ستاره‌ها و سیاره‌ها باشد، زورآزمایی عظیمی بین سیاهچاله‌های مرکزی این دو کهکشان است. سرانجام، این دو سیاهچاله با هم یکی می‌شوند و کهکشان بیضوی جدیدی شکل می‌گیرد.